# Тихомиров, Дмитрий Юрьевич
Дмитрий Юрьевич Тихомиров (бел. Дзмітрый Юр’евіч Ціхаміраў; род. 21 апреля 1999, Минск) — белорусский футболист, нападающий клуба «Орша».

## Клубная карьера
Воспитанник клуба «Минск» и с 2017 года начал выступать за дубль. В октябре и ноябре 2018 года он также играл в Юношеской лиге УЕФА. К сезону 2019 готовился вместе с основной командой. 5 мая 2019 года дебютировал в Высшей лиге, выйдя на замену в концовке матча с брестским «Динамо» (1:2).
В июле 2019 года перешёл в «Нафтан», где попеременно появлялся в стартовом составе и выходил с скамейке запасных. В январе 2020 года, вернувшись из аренды, начал подготовку к сезону в составе «Минска», но вскоре перешел в пинскую «Волну», которая в феврале взяла форварда в аренду. В составе пинской команды он обычно выходил на замену.
В августе 2020 года покинул «Волну» и вскоре стал игроком «Орши». Закрепился в основном составе команды и за шесть месяцев забил 5 мячей в Первой лиге. По окончании сезона 2020 покинул оршанский клуб.
В начале 2022 года вернулся в «Оршу».

## Статистика
| Сезон    | Дивизион | Клуб          | Страна        | Матчи | Голы |
| -------- | -------- | ------------- | ------------- | ----- | ---- |
| 2017     | дубль    | Минск         | Флаг Беларуси | 10    | 3    |
| 2018     | дубль    | Минск         | Флаг Беларуси | 15    | 9    |
| 2019 (1) | Д1       | Минск         | Флаг Беларуси | 2     | 0    |
| 2019 (2) | Д2       | Нафтан        | Флаг Беларуси | 14    | 3    |
| 2020 (1) | Д2       | Волна (Пинск) | Флаг Беларуси | 8     | 0    |
| 2020 (2) | Д2       | Орша          | Флаг Беларуси | 11    | 5    |